# Deneck
Deneck är ett berg i Österrike.   Det ligger i distriktet Murau och förbundslandet Steiermark, i den centrala delen av landet, 200 km sydväst om huvudstaden Wien. Toppen på Deneck är 2 433 meter över havet, eller 376 meter över den omgivande terrängen. Bredden vid basen är 3,1 km.
Terrängen runt Deneck är bergig åt sydväst, men åt nordost är den kuperad. Runt Deneck är det ganska glesbefolkat, med 22 invånare per kvadratkilometer.. 
Trakten runt Deneck består i huvudsak av gräsmarker.